# Верба козяча
Верба козяча, багниця, заст. и́ва від прасл. *jьva (Salix caprea L.) — вид рослин із роду верба, поширений у Європі й Західній і Центральній Азії. Через ранній період цвітіння з початку березня, ця верба є важливою першою рослинною їжею для комах, як-от бджоли. Латинське caprea додатково нагадує, що листя часто жують кози.

## Загальна біоморфологічна характеристика
Високий кущ чи невисоке деревце (5–10 м заввишки) з широкими яйцеподібними, округлими листками (6–18 см завдовжки, 4–8 см завширшки) з дуже виразними жилками. Гілки товсті, розлогі, сіро-запушені або бурі. Бруньки голі, деревина під корою червонувата, без валиків (на відміну від верби попелястої). Квітки одностатеві в товстих сережках: чоловічі сережки сидячі, яйцюваті завдовжки до 6 см; жіночі — циліндричні, 10 см завдовжки. Плід — коробочка.
Цвіте у березні — квітні до розпускання листя. Нектар виділяє у великій кількості щороку, сильна бджолина сім'я за день може зібрати до 2–4 кг взятку.
Розмножується виключно насінням, на відміну від інших видів верби нездатна розмножуватися живцями.

## Поширення
Зростає як у вологих середовищах, так і в сухих місцях, як-от береги річок і озер, болота з тонким шаром торфу, узбіччя, околиці полів, канави, а також хвойні листяні й мішані ліси. В Україні поширена по всій території, але частіше зустрічається в північних районах. Козяча верба швидко освоює пустки і вирубки.

## Використання
З лікарською метою збирають і висушують кору з гілок. Сировина містить 12-14 % дубильних речовин, флавоноїди, глікозиди (2,5 — 3 %). Препарати кори мають анальгетичні, заспокійливі, протизапальні, жарознижувальні, потогінні, протималярійні та антисептичні властивості.
Відвар кори використовують при головних болях, невралгії, неврозах, ревматизмі, подагрі, застуді, хворобах нирок і селезінки. Ним полощуть ротову порожнину і горло при стоматитах, гінгівітах, пародонтозі, ангінах, тощо. Відвари також застосовують для вигнання гельмінтів.
Верба козяча — один з ранньовесняних медоносів. Її медова продуктивність — до 150 кг меду з 1 га. Мед золотисто-жовтий, після кристалізації — кремовий, дрібнозернистий.

## Галерея

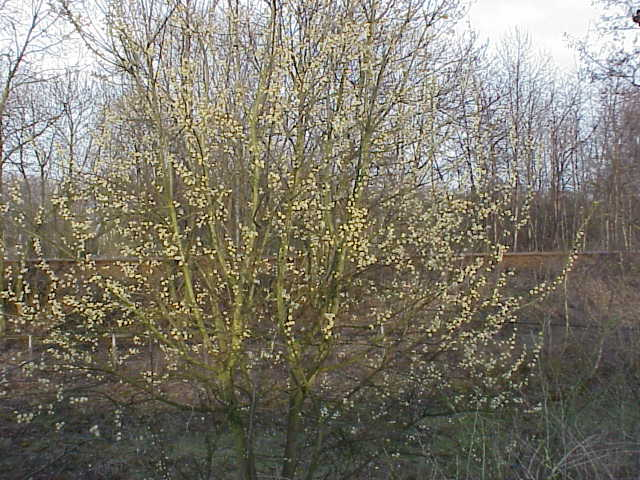
Загальний вигляд
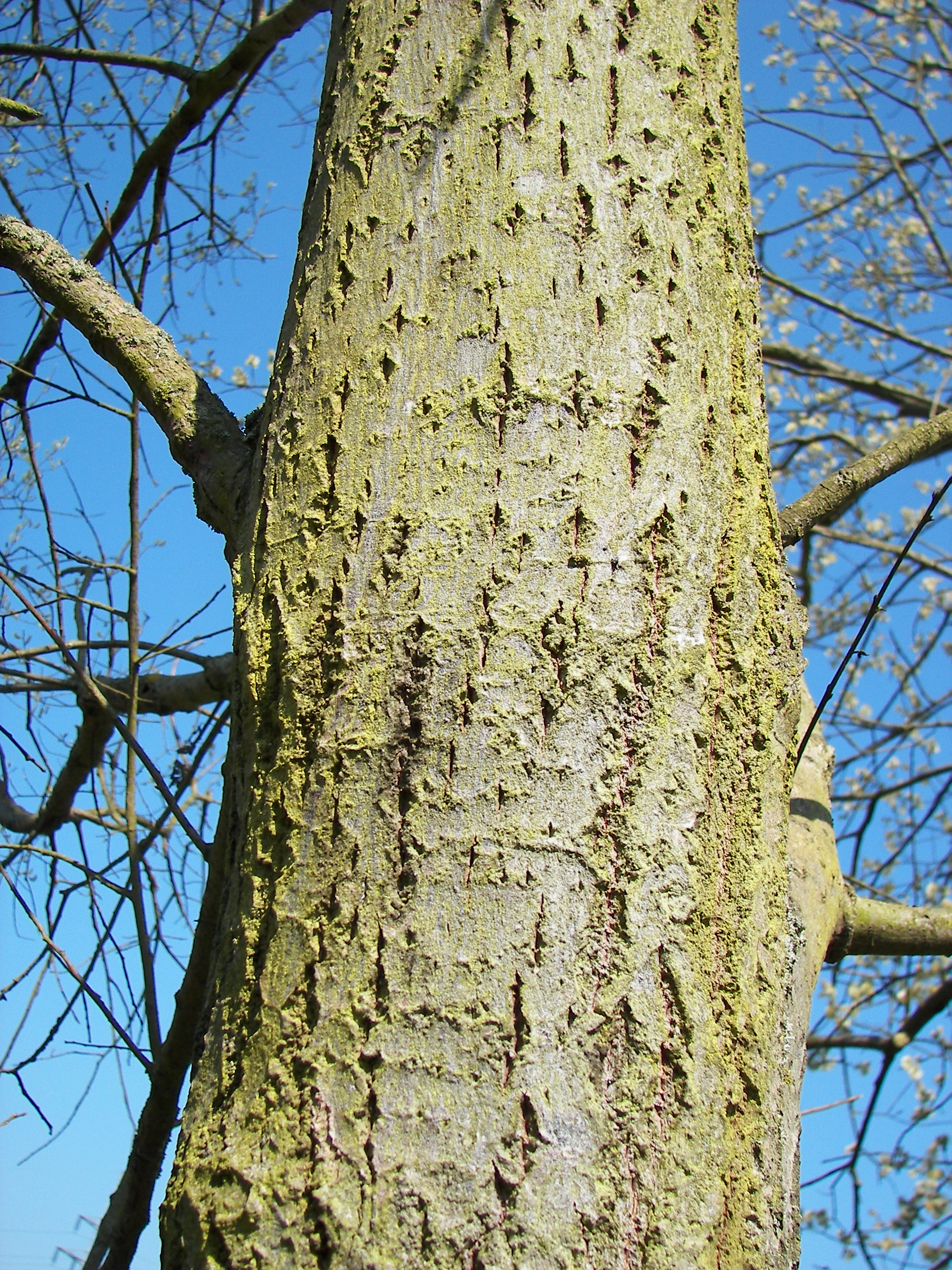
Стовбур
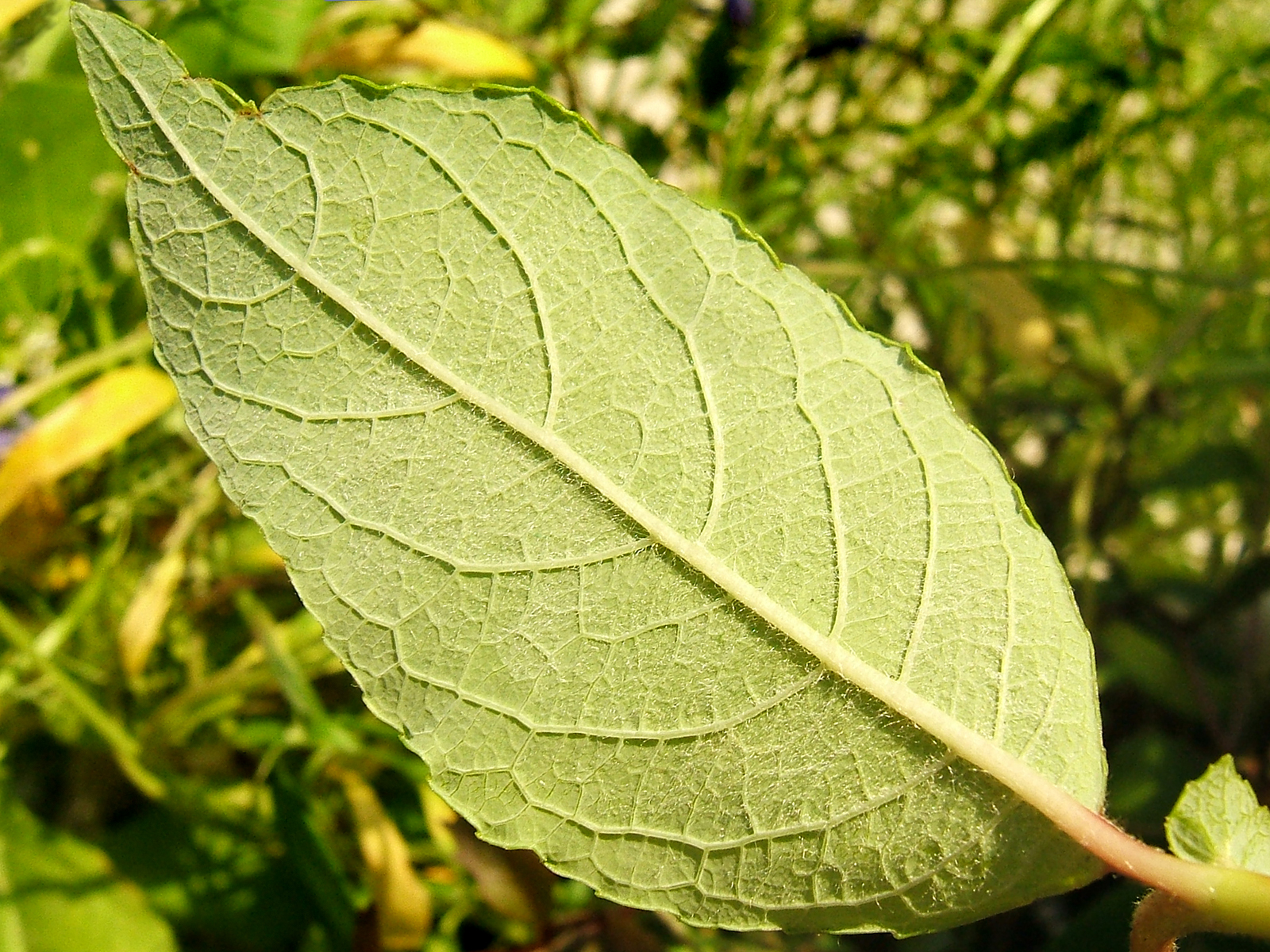
Лист (вигляд знизу)
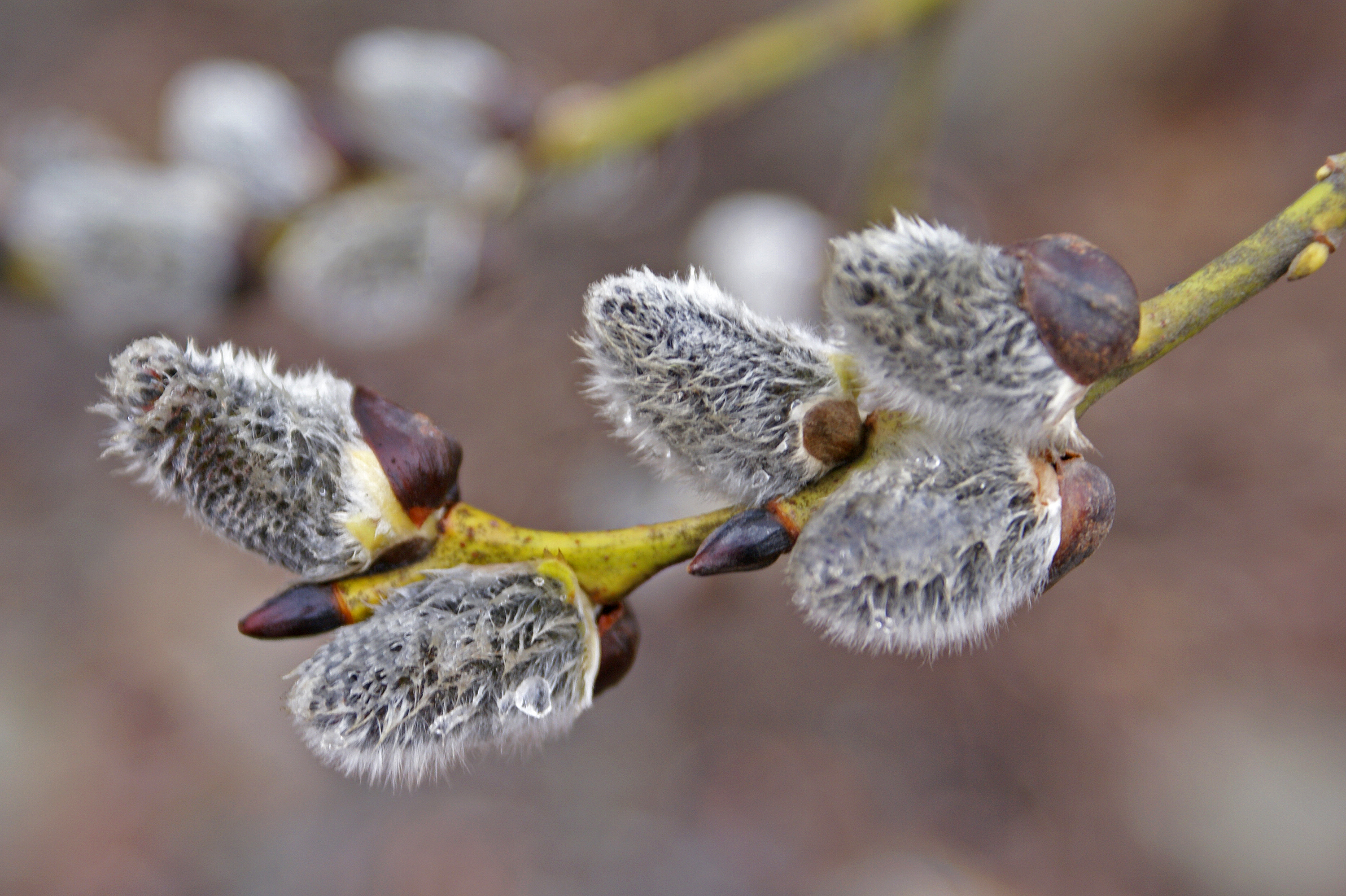
Суцвіття
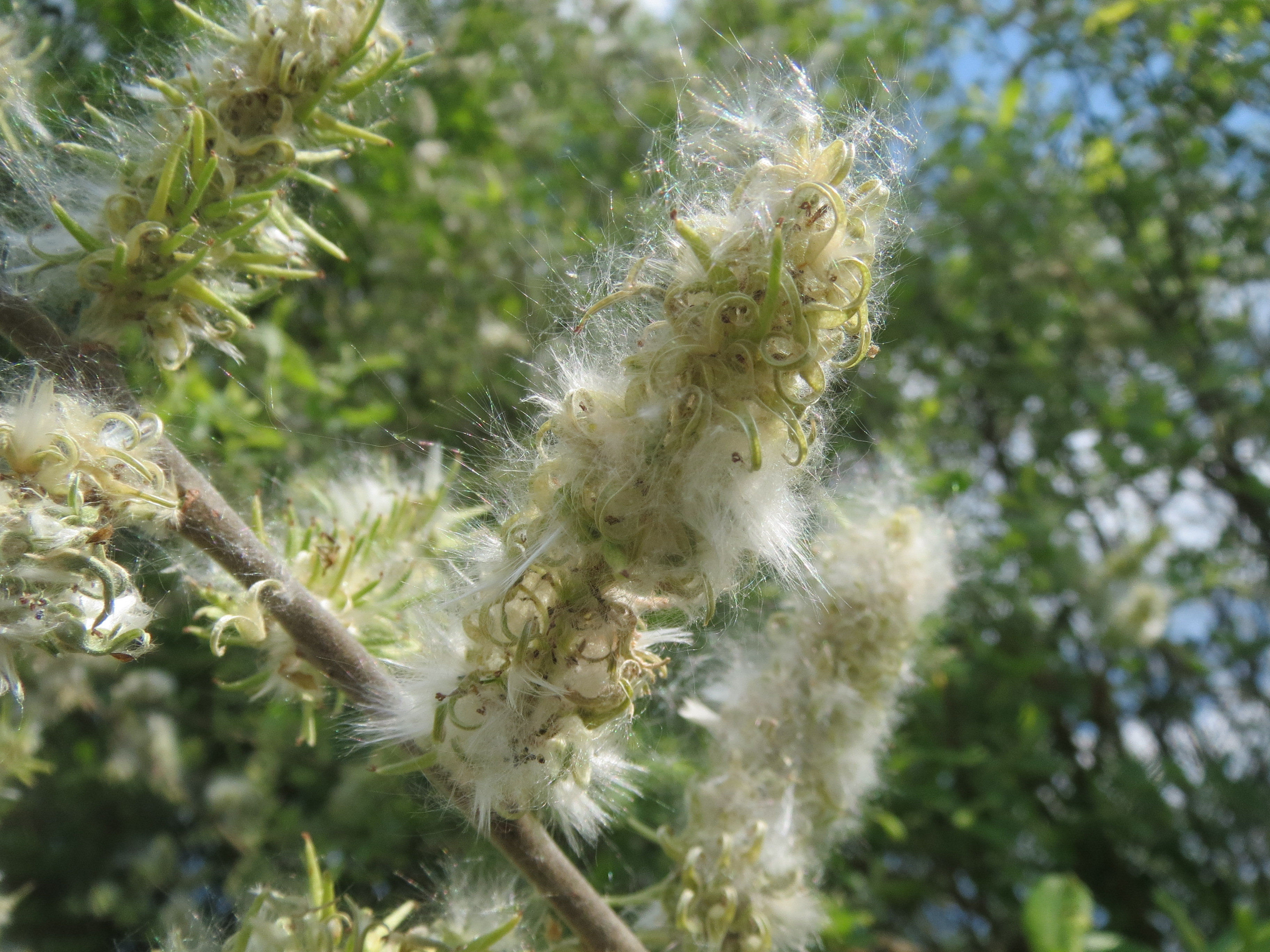
Розпорошення насіння